# Nslookup
nslookup est un programme informatique de recherche d'information dans le Domain Name System (DNS), qui associe nom de domaine et adresses IP. nslookup permet donc d'interroger les serveurs DNS pour obtenir les informations définies pour un domaine déterminé.
Le terme nslookup provient de « name server look up » (« vérifier le nom du serveur » en français).
Il n'est plus maintenu pour UNIX et il est recommandé d'utiliser dig ou host à la place. Néanmoins cette commande est toujours d'actualité sous Windows.
Pour démarrer nslookup, les utilisateurs de Windows utilisent l’invite de commandes. Il est désormais également possible d'accéder au service en ligne.

## Utilisation
Par défaut nslookup indique les enregistrements A et CNAME du domaine fourni en argument connus du serveur DNS configuré.
```
 
>
 nslookup www.wikipedia.org
 Serveur :  dns1.proxad.net
 Address:  212.27.40.240
 
 Réponse ne faisant pas autorité :
 Nom :    rr.esams.wikimedia.org
 Address:  91.198.174.2
 Aliases:  www.wikipedia.org
           rr.wikimedia.org

```

Contrairement à d'autres interfaces en ligne de commande de Windows, l’emploi des minuscules et majuscules est pertinent avec nslookup.
Il est également possible d'utiliser le mode interactif en ne fournissant pas d'argument, ou de spécifier un type de record et un serveur à interroger sur la ligne de commande :
```
 
>
 nslookup -q=AAAA www.ripe.net 8.8.8.8
 Server:		8.8.8.8
 Address:	8.8.8.8#53 
 
 Non-authoritative answer:
 www.ripe.net	has AAAA address 2001:610:240:22::c100:68b

```

La commande ls en mode interactif permet d'initier des transferts de zone.

Pour savoir quels serveurs reçoivent les emails d'un domaine :
```
 
>
 nslookup 
 
>
 set 
type
=mx
 
>
 wikimedia.org
 Server:  lonads04.eu.colt
 Address:  10.100.65.19

 Non-authoritative answer:
 wikimedia.org   MX preference = 10, mail exchanger = mchenry.wikimedia.org
 wikimedia.org   MX preference = 50, mail exchanger = lists.wikimedia.org

 lists.wikimedia.org     internet address = 91.198.174.5
 >

```